# Rio Groapa cu Var
O Rio Groapa cu Var é um rio da Romênia, afluente do Răcădău, localizado no distrito de Braşov.